# Felipe Alfau Mendoza
Felipe Alfau Mendoza (Santo Domingo, República Dominicana, 1848 - Casablanca, Marruecos, 1937) fue un militar del Ejército español, alto comisario en Marruecos y capitán general de Cataluña. 

## Biografía
Nacido en Santo Domingo, era hijo del trinitario dominicano Felipe Alfau y Bustamante y de Rosa Josefa Mendoza Pineda. Con motivo de la reincorporación de la República Dominicana a España en 1861, estalló la guerra de Santo Domingo entre los partidarios y detractores de dicho cambio de soberanía. Con apenas 16 años, Alfau proclamó su lealtad a España e ingresó en su ejército español. Abandonó su país natal en 1865 con motivo de la evacuación de las fuerzas españolas y desarrolló una carrera militar que le llevó a Cuba y Filipinas.
Oficial al mando de la 1.ª brigada de cazadores de Melilla, fue promocionado al rango de general de división en 1910.
Tras el Tratado de Fez de 1912, mandó las tropas que realizaron la entrada en Tetuán el 19 de febrero de 1913, se convirtió en el primer alto comisario del recién creado Protectorado español en Marruecos el 5 de abril de 1913. Cesó en el cargo el 15 de agosto de 1913, cuando le sucedió el general José Marina Vega.
Posteriormente ejerció de capitán general de Cataluña desde 1915. Alfau fue destituido el 27 de mayo de 1917 en el contexto de la crisis militar de 1917, siendo reemplazado de nuevo por el general Marina, al parecer por no haber calibrado la importancia del desafío representado por las Juntas de Defensa creadas en Barcelona.
Falleció en Casablanca en 1937.

## Reconocimientos
- Gran Cruz de la Real y Militar Orden de San Hermenegildo (1908)[11]
- Gran Cruz de la Orden del Mérito Militar (1910)[12]
- Gran Cruz de la Orden Militar de María Cristina (1910)[13]